# Istituto superiore di scienze religiose
L'Istituto Superiore di Scienze Religiose (spesso abbreviato ISSR) è una facoltà universitaria che promuove lo studio e la ricerca scientifica sul fenomeno religioso. L'ISSR, configurato dalla Congregazione per l'Educazione Cattolica, è sempre collegato ad una facoltà teologica, che ne garantisce il livello accademico e che conferisce i titoli di studio; l'ISSR si differenzia dalla facoltà teologica, perché lo studio delle scienze religiose e lo studio della teologia hanno insegnamenti e curriculi formativi diversi.
In conformità con il Processo di Bologna, i corsi sono organizzati secondo un triennio che conferisce il Baccalaureato in Scienze Religiose (corrispondente alla Laurea nell'ordinamento italiano) e un biennio finale che conferisce la Licenza in Scienze Religiose (corrispondente alla Laurea magistrale nell'ordinamento italiano); il biennio finale può prevedere diversi indirizzi di studio (ad esempio pedagogico-didattico, o pastorale-liturgico). La normativa del Processo di Bologna regola e facilita il riconoscimento di questi titoli di studio all'interno degli Stati aderenti (tra cui anche l'Italia).

## Evoluzione storica

### La creazione degli Istituti
Gli Istituti nacquero formalmente nel 1987 con la Normativa per l'Istituto Superiore di Scienze Religiose. Un brevissimo excursus storico degli ISSR è stato abbozzato in questi termini:
(Cardinale Zenon Grocholewski, Conferenza stampa di presentazione della "Istruzione sugli Istituti superiori di scienze religiose")
In questa fase il corso durava dunque quattro anni ed era equiparato ad un diploma universitario. Ogni ISSR era inserito in una facoltà teologica "sponsorizzante".

### Il Processo di Bologna
A seguito del moltiplicarsi in tutto il mondo degli ISSR, con configurazioni a volte molto diverse tra di loro, e per adeguarsi alla normativa europea derivante dal cosiddetto Processo di Bologna, l'"Istruzione sugli Istituti superiori di scienze religiose" del 28 giugno 2008 ha riorganizzato la struttura e il curriculum formativo degli ISSR. Dall'anno accademico 2009/2010 tutti gli istituti superiori di scienze religiose, adeguandosi alla nuova normativa, sono passati al modello 3+2: al termine del primo ciclo si consegue il titolo di baccalaureato in scienze religiose; al termine dei successivi due anni si consegue il titolo di licenza in scienze religiose.
Ogni ISSR resta "collegato" ad una facoltà teologica, che ne garantisce il livello accademico.

## Struttura accademica
Le autorità accademiche sono in parte comuni con la Facoltà teologica a cui l'Istituto è collegato (Gran Cancelliere, Preside, Consiglio di Facoltà) e in parte specifiche (Moderatore, Direttore, Consiglio d'Istituto).
I docenti possono essere stabili o non stabili. I docenti stabili, che devono aver conseguito il dottorato, si dedicano a tempo pieno all'insegnamento e all'attività di ricerca. Devono essere almeno quattro in un Istituto con il primo ciclo; almeno cinque in un Istituto con i due cicli. I docenti non stabili devono aver conseguito la licenza o un titolo equipollente.
Gli studenti possono essere ordinari, straordinari, uditori e ospiti. Ordinari quando, aspirando a conseguire i gradi accademici, frequentano tutti i corsi e sostengono i relativi esami. Straordinari quanto frequentano tutti i corsi, ma senza aspirare ai gradi accademici. Uditori quando frequentano solo alcuni corsi. Ospiti quando frequentano uno o più corsi e sostengono i relativi esami, per un eventuale riconoscimento in un altro istituto.

## Materie insegnate
Gli ISSR hanno 
(Istruzione sugli Istituti superiori di scienze religiose, 3)
Fra le materie previste dal piano di studi, nel triennio per il baccellierato devono essere presenti: storia della filosofia, filosofia sistematica, patrologia e storia della Chiesa, Sacra Scrittura, teologia fondamentale, teologia dogmatica, teologia morale, teologia spirituale, diritto canonico, liturgia. Vi possono essere anche altri corsi, come ad esempio catechetica o arte cristiana.
Per quanto riguarda il biennio di licenza il curriculum è più vario, perché deve comprendere i corsi delle discipline caratterizzanti l'indirizzo di specializzazione. Ad esempio un indirizzo pedagogico-didattico prevedrà corsi come didattica e legislazione scolastica; un indirizzo pastorale-liturgico avrà consulenza pastorale e liturgia.

## Scienze Religiose e Insegnamento della Religione Cattolica
I titoli di studio acquisiti presso un istituto superiore di scienze religiose possono essere utilizzati, in Italia, per accedere all'insegnamento della religione cattolica nelle scuole pubbliche e paritarie.

### Scuola dell'Infanzia e Scuola Primaria
A partire dal 1 settembre 2017, può essere nominato insegnante di religione:
- chi è in possesso di requisiti per l'insegnamento nella scuola secondaria di I e II grado;
- chi è titolare di cattedra sulla classe e ha conseguito un Master di secondo livello in Scienze Religiose;
- sacerdoti, diaconi e religiosi in possesso di qualificazione riconosciuta dalla Conferenza Episcopale Italiana.

### Scuola Secondaria di I e II grado
A partire dal 1 settembre 2017, può essere nominato insegnante di religione:
- chi è in possesso di baccalaureato, licenza o dottorato in Teologia o Sacra Scrittura o Missiologia e ha compiuto l'integrazione didattica prevista (Nota Stellacci)
- chi è in possesso di Laurea Magistrale (licenza) in Scienze religiose con indirizzo pedagogico-didattico o altro indirizzo abilitante;
- chi è in possesso di Laurea in Scienze dell'educazione con specializzazione in "educazione e religione";
- chi è in possesso di un attestato di compimento del corso di studi presso un seminario maggiore e ha compiuto l'integrazione didattica prevista (Nota Stellacci);
- chi ha conseguito il Magistero in Scienze Religiose quadriennale entro l'anno accademico 2013-2014;
- NON è più sufficiente essere in possesso di una laurea valida nell'ordinamento italiano, unitamente al diploma di Scienze Religiose.[8]

## Elenco degli ISSR in Italia
In ottemperanza all'intesa Stato - Chiesa del 2012, la Conferenza Episcopale Italiana (CEI) ha iniziato un processo di accorpamento e riforma degli ISSR su tutto il territorio nazionale, al fine di promuoverne la qualità.
L'8 giugno 2017 la CEI ha consegnato al Ministero dell'istruzione, dell'università e della ricerca la lista di tutte le Facoltà, gli Istituti Teologici Affiliati e gli ISSR di cui essa garantisce la qualità.
Di seguito l'elenco degli ISSR, indicati con la città dove vi è la sede principale (non considerando i poli accademici distaccati):
- Albenga
- Alessandria
- Ancona
- Assisi
- Bari
- Benevento
- Bergamo
- Bologna
- Brescia
- Bressanone
- Cagliari
- Capua
- Civita Castellana
- Cosenza
- Crema
- Firenze
- Foggia
- Forlì
- Fossano
- Genova
- L'Aquila
- La Spezia
- Lecce
- Mantova
- Matera
- Milano
- Modena
- Napoli
- Nola
- Novara
- Padova
- Palermo
- Pescara
- Reggio Calabria
- Rimini
- Roma
- Salerno
- Sassari
- Siracusa
- Taranto
- Torino
- Trento
- Treviso
- Udine
- Urbino
- Verona
- Vicenza